# امل مکیچ
امل مکیچ (انگلیسی: Amel Mekić؛ زادهٔ ۲۱ سپتامبر ۱۹۸۱) جودوکار اهل بوسنی و هرزگوین است.